# Graphium flexuosum
Graphium flexuosum är en lavart som först beskrevs av George Edward Massee, och fick sitt nu gällande namn av Pier Andrea Saccardo 1886. Graphium flexuosum ingår i släktet Graphium och familjen Microascaceae.   Inga underarter finns listade i Catalogue of Life.